# Maurino (olivo)
Originaria dell'area di Lucca, il maurino è una cultivar di olivo  diffusa su gran parte del territorio italiano, seppur diffusa soprattutto nel centro Italia.

## Caratteristiche

### Generalità
Ha una vigoria media, portamento della branche principali eretto, chioma mediamente chiusa e folta, con rami penduli a cime risalenti. Oltre che alquanto rustica, la sua diffusione è dovuta anche alla sua produzione di polline, abbondante e sovente funzionale a molte altre varietà tra cui Moraiolo e Pendolino; a sua volta è ben impollinato da moraiolo, grappolo, pendolino, lezzero, leccino e frantoio.

### Fiori e frutti
L'infiorescenza è media con numero medio di fiori di taglia medio grande. Aborto dell'ovario: massimo 10%.
L'invaiatura è uniforme e mediamente precoce. Le drupe presentano una buona resistenza al distacco, che cala col tempo.

### Produzione e olio
Produttività discreta ma (lievemente) alternante con buona resa in olio (20-21%). Questo viene ritenuto di ottima qualità, tendenzialmente dolce e moderatamente fruttato.